# Dani Samuels
Dani Samuels (Fairfield, Új-Dél-Wales, Ausztrália, 1988. május 26. –) világbajnok ausztrál diszkoszvetőnő.
Első jelentős nemzetközi sikerét a 2005-ös marrákesi ifjúsági világbajnokságon diszkoszvetésben elért arany, illetve súlylökésben szerzett bronzérmével szerezte. 2006-ban aranyérmes lett a junior atlétikai világbajnokságon, valamint harmadikként zárt a Nemzetközösségi Játékokon. A pekingi olimpián a hetedik legjobb eredménnyel került a döntőbe, ahol végül kilencedik lett. A 2009-es berlini világbajnokság döntőjében egyéni legjobbját, 65,44-ot megdobva lett világbajnok, az olimpiai ezüstérmes kubai Yarelis Barrios és a román Nicoleta Grasu előtt. Ezzel egyike lett azon kevés atlétáknak, akik ifjúsági, junior valamint felnőtt szinten is világbajnoki címet tudtak szerezni.  A londoni olimpián a hetedik legjobb eredménnyel került a döntőbe, ahol végül selejtezőbeli eredményétől több mint 3 és fél méterrel elmaradva tizenegyedik lett.

## Egyéni legjobbjai
| Versenyszám   | Eredmény    | Helyszín  | Dátum            |
| Szabadtér     | Szabadtér   | Szabadtér | Szabadtér        |
| ------------- | ----------- | --------- | ---------------- |
| Súlylökés     | 17,05 méter | Sydney    | 2014. március 2. |
| Diszkoszvetés | 67,99 méter | Wiesbaden | 2014. május 10.  |